# Sverrir Ingi Ingason
Sverrir Ingi Ingason (* 5. srpna 1993, Kópavogur) je islandský fotbalový obránce a reprezentant, v současnosti hráč klubu KSC Lokeren (k červnu 2016).
Hraje na pozici stopera (středního beka).

## Klubová kariéra
- Breiðablik Kópavogur (mládež)
- Breiðablik Kópavogur 2011–2013
- →  Augnablik Kópavogur (hostování) 2011
- Viking FK 2014–2015
- KSC Lokeren 2015–

## Reprezentační kariéra
Sverrir Ingi hrál za islandské mládežnické reprezentační výběry U17, U19 a U21.
V A-mužstvu Islandu debutoval 21. 1. 2014 v přátelském utkání v Abú Dhabí proti reprezentaci Švédska (prohra Islandu 0:2). Dvojice trenérů islandského národního týmu Lars Lagerbäck a Heimir Hallgrímsson jej zařadila do závěrečné 23členné nominace na EURO 2016 ve Francii, kam se Island probojoval z kvalifikační skupiny A (byl to zároveň premiérový postup Islandu na Mistrovství Evropy). Na evropském šampionátu se islandské mužstvo probojovalo až do čtvrtfinále, kde podlehlo Francii 2:5 a na turnaji skončilo.